# Georgij Aleksandrov
Georgij Fedorovič Aleksandrov (Sankt Peterburg, 22. ožujka 1908. – Moskva, 7. srpnja 1961.), ruski filozof.
Aleksandrov se afirmirao vrijeme sovjetske epohe ruskoga društva. Isprva veoma cijenjen (akademik, ravnatelj Instituta filozofije,...), u tadašnjem rigidnom sustavu našao se na vjetrometini, posebice nakon izlaska iz tiska njegove Povijesti zapadnoeuropske filozofije. 

## Djela
- Filozofski prethodnici marksizma (1939.)
- Aristotel (1940.)
- Dijalektika i politika (1940.)
- Formiranje filozofskih pogleda Marxa i Engelsa (1940.)
- O suvremenim buržoaskim teorijama društvenog razvitka (1946.)
- Povijest sociologije kao znanosti (1958.)
- Povijest sociologijskih nauka Staroga Istoka (1959.)